# Гута-Чугорская
Гута-Чугорская (укр. Гута-Чугорська) — село в Каменец-Подольском районе Хмельницкой области Украины.
Население по переписи 2001 года составляло 347 человек. Почтовый индекс — 32380. Телефонный код — 3849. Занимает площадь 1,123 км².

## Местный совет
32383, Хмельницкая обл., Каменец-Подольский р-н, с. Чабановка, ул. Чапаева, 1